# 도술혈전
《도술혈전》(중국어: 踏血尋蹤)은 2018년 개봉한 중국의 무협 액션 영화이다.

## 출연진
- 양준우
- 팽정